# Planalto Cundiboyacense
O planalto cundiboyacense é um espaço de terras altas e planas localizado na cordilheira oriental dos andes colombianos, entre os departamentos de Cundinamarca e Boyacá. Seu território coincide em grande parte com o antigo território dos muiscas. O planalto compreende três regiões planas bem diferenciadas, estas são: a savana de Bogotá, os vales de Ubaté e Chiquinquirá e os vales de Tunja, Duitama e Sogamoso.

## História
Neste lugar existiu a cultura abriense (entre o 10 000 e o 600 a. C.).
Depois ocuparam esta região os muiscas.
No altiplano está o lugar do pacífico encontro de três conquistadores espanhóis, Gonzalo Jiménez de Quesada, Sebastián de Belalcázar e Nicolás de Federmann em 1538 após a fundação hispânica de Santafé de Bogotá no lugar onde se encontrava a villa muisca de Bacatá.

## Limites
O planalto encontra-se rodeado de numerosas montanhas, já que fica no meio da Cordillera Oriental. Ao sul, encontra-se a Savana de Bogotá, a planície mais extensa dos andes colombianos, que ao mesmo tempo limita com o Páramo de Sumapaz. Ao Norte, limita com as montanhas do Santander, ao oeste com as numerosas montanhas da cordilheira que o separam do Piedemonte llanero e ao leste com as outras montanhas que o separam do Vale da Magdalena.

## Cidades
Sobre o planalto encontram-se as cidades de Bogotá (capital de Colômbia, do Distrito Capital e do departamento de Cundinamarca), Tunja, capital do departamento de Boyacá e distrito histórico, cultural e universitário e Zipaquirá, a cidade salina da Colômbia e onde está a Catedral de Sal, a primeira das sete maravilhas de Colômbia.
Os lugares mais importantes do altiplano cundiboyacense são:
- Bogotá
- Tunja
- Soacha
- Zipaquirá
- Facatativá
- Chía
- Sogamoso
- Duitama
- Chiquinquirá
- Ubaté
- Cajicá
- Tocancipá
- Villa de Leyva